# Bust
|  | Per a altres significats, vegeu «Bust (Sistan)». |

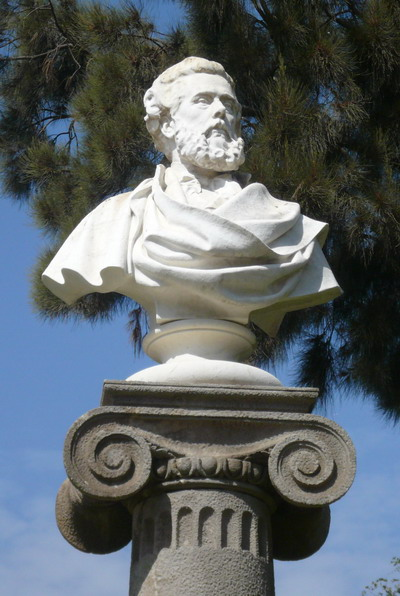
Bust de Víctor Balaguer a Barcelona

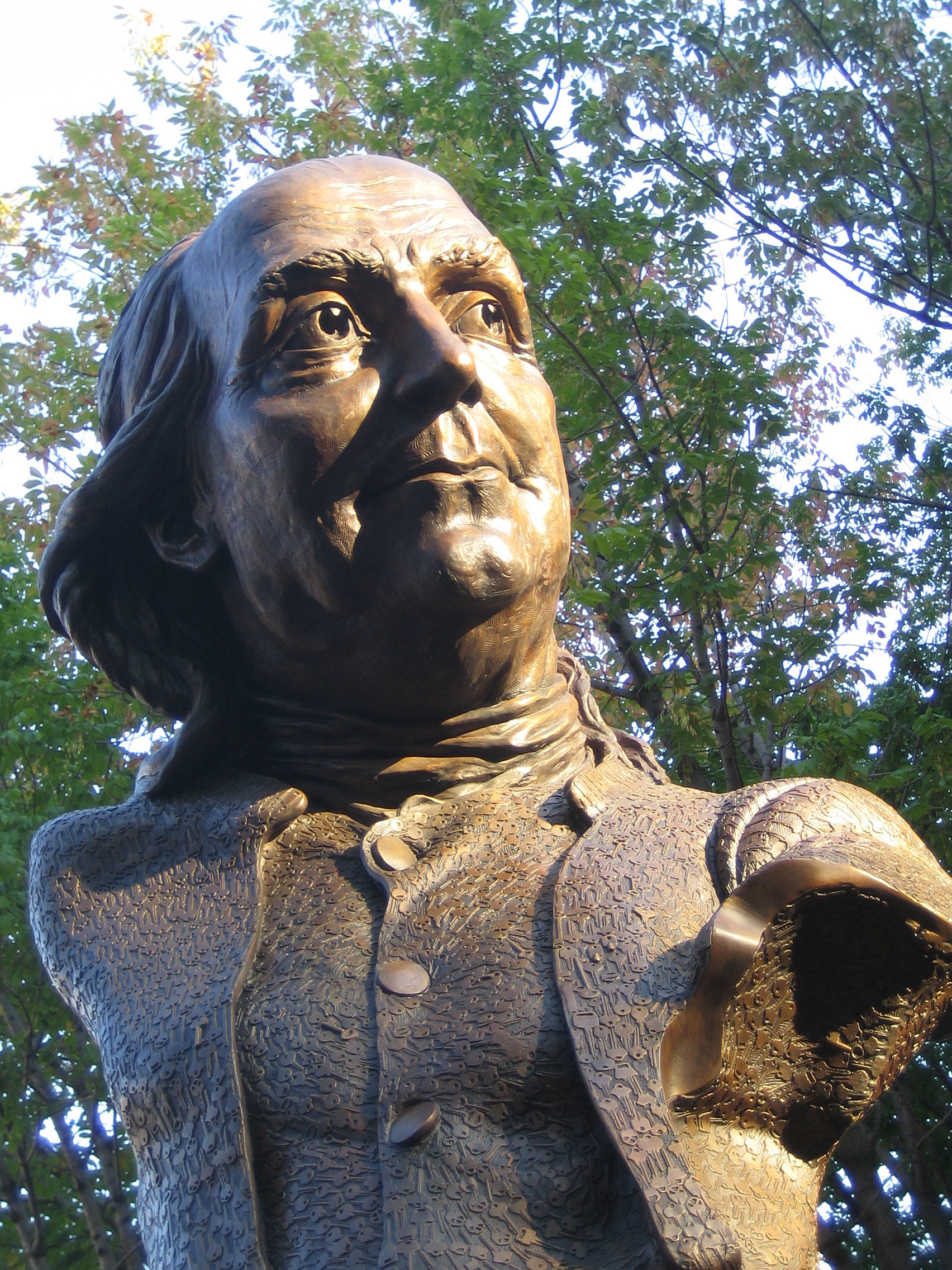
Keys To Community (2007), bust de Benjamin Franklin, per James Peniston

Un bust és una representació de la part superior d'un cos humà mitjançant pintura, escultura, dibuix o gravat. Inclou el cap, els muscles, el naixement dels braços i part del pit. No es considera una fragment parcial d'una obra, sinó que és, en si mateix, l'obra completa.
L'art de representar bustos ve de l'antiguitat, existint exemplars identificats de l'antic Egipte i anteriors. Generalment, el representat és un individu d'importància. Per a mantenir la memòria del personatge, els bustos tallats usen materials duradors tals com marbre, bronze o granit.
Es diu bust geminat al bust de dues cares representant dos personatges de rostre diferents i col·locats esquena contra esquena, però comunament formant un tot per mitjà de la unió de les parts superiors del cap i del tocat.